# Meganyctiphanes
Meganyctiphanes – monotypowy rodzaj szczętek, do którego zaliczany jest wyłącznie występujący w północnym Atlantyku gatunek:
- kryl północny (Meganyctiphanes norvegica)[1].

Rodzaj opisali w 1905 jako pierwsi Ernest William Lyons Holt oraz Walter Medley Tattersall. Nazwa Meganyctiphanes pochodzi z greki klasycznej i oznacza "duże nocne światło". Odnosi się ona do zdolności zwierząt tego jak i innych rodzajów szczętek do iluminacji w mrocznych głębiach oceanów za pomocą fotoforów.